# Daniel Ritchie

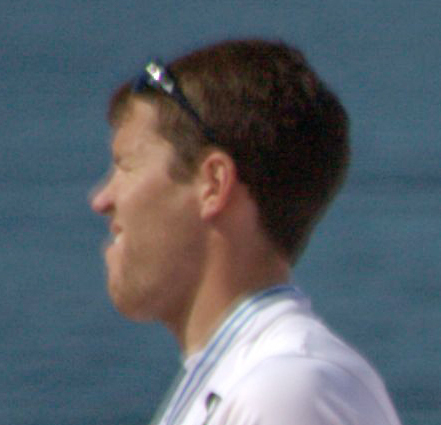
Daniel Ritchie bei den Weltmeisterschaften 2010

Daniel Ritchie (* 6. Januar 1987 in Margate, Kent) ist ein ehemaliger britischer Ruderer. Ritchie war 2013 Weltmeister sowie 2010 und 2011 Weltmeisterschaftszweiter mit dem britischen Achter.

## Sportliche Karriere
Der 1,93 m große Daniel Ritchie begann 2005 mit dem Rudersport. 2008 belegte er mit dem Vierer ohne Steuermann den sechsten Platz bei den U23-Weltmeisterschaften. 2009 wechselte er in den britischen Achter. Er gewann die Bronzemedaille bei den U23-Weltmeisterschaften und belegte den fünften Platz bei den Weltmeisterschaften.
2010 siegte der britische Achter bei der Weltcup-Regatta in Bled. Bei den Weltmeisterschaften auf dem Lake Karapiro gewannen die Briten die Silbermedaille hinter dem Deutschland-Achter. Im Jahr darauf erkämpften die Briten auch bei den Weltmeisterschaften in Bled Silber hinter den Deutschen. 2012 konnte sich Ritchie nicht für den britischen Achter qualifizieren. Bei den Europameisterschaften belegte er mit dem Doppelvierer den siebten Platz.
2013 kehrte Ritchie in den Achter zurück. Der britische Achter gewann die Weltcupregatten in Sydney und Eton, belegte allerdings in Luzern nur den vierten Platz. Bei den Ruder-Weltmeisterschaften 2013 in Chungju siegten die Briten vor den Deutschen. 2014 trat Ritchie im Weltcup im Vierer ohne Steuermann an, bei den Weltmeisterschaften war er nicht mehr dabei.